# Лотте и пропавшие драконы
«Лотте и пропавшие драконы» (эст. Lotte ja kadunud lohed) — полнометражный анимационный фильм 2019 года из цикла Янно Пылдма и Хейки Эрнитса о собачке Лотте, совместное производство Эстонии и Латвии. Продолжение мультфильмов «Путешествие Лотте на юг» (2000), «Приключения Лотты из Самоделкино» (2006) и «Лотте и тайна лунного камня» (2011), снятых теми же режиссёрами.

## История создания
Фильм был создан в рамках специальной программы финансирования в честь 100-летия Эстонской Республики (единственный анимационный фильм программы ЭР100). Трейлер появился в октябре 2018 года. В Эстонии премьера фильма состоялась 2 января 2019 года, а в прокат фильм вышел 4 января. Международная премьера состоялась 11 февраля на Берлинском кинофестивале. 26 сентября 2019 года дублированная русская версия была показана на Фестивале эстонской анимации в Москве.

## Сюжет
У девочки-собачки Лотте появляется маленькая сестричка Роози. Лотте тут же берёт Роози с собой в путешествие по Деревне изобретателей, чтобы показать ей окрестности. В это время в деревню приезжают учёные-фольклористы, енот Карл и рыба Виктор, которые участвуют в большом конкурсе собирателей народных песен. Главный приз конкурса достанется тому, кто запишет больше всех песен либо же тому, кому посчастливится записать народную песню старейших из представителей животного мира — мифических огнедышащих драконов, в существование которых верят не все.
Пока во дворе дома идёт запись песен, а папа Лотте готовит для гостей мармелад, Роози падает в яму от репки, попадая в дом кротов Джона и Джеймса. Она просит их почитать ей про драконов. Вскоре за сестрой приходит Лотте, и Джон читает им обеим отрывок из старинной книги, в которой его предок-крот описывает путешествие к драконам. Лотте решает рассказать об этом учёным, но они уже ушли. Она с Роози бросается за ними и попадает на перекрёсток, с которого должно начаться волшебное путешествие. Тогда Лотте решает сама пойти на поиски драконов, взяв с собой Роози. С опозданием за ними следуют Карл с Виктором, а за ними заяц Адальберт, который не успел записать свою песню и мечтает прославиться.
Пройдя через подземелье и перебравшись через реку, Лотте и Роози попадают в страну сусликов, в которой царит засуха. Суслики рассказывают, что сушь началась сто лет назад, когда из трубы, ведущей под землю, высунулся дракон и спросил «Где мои штаны?». После этого прекратились извержения вулкана, искры от которого дождём осыпались на их страну и делали её цветущей. Лотте и Роози спускаются в трубу и оказываются в стране драконов, которые уже сто лет находятся в ссоре и постоянно ругаются. Лотте заставляет их вспомнить, из-за чего произошла ссора, и один из драконов вспоминает, что он потерял штаны, пришёл на свадьбу в подштанниках и его засмеяли. Между тем Роози находит детей, родившихся у той самой пары молодожёнов, которые сто лет назад ушли от ссорящихся односельчан и стали жить отдельно. Поняв ничтожность повода для ссоры, драконы примиряются и устраивают свадебное торжество заново. В это время появляется Карл с Виктором и Адальберт. Карлу и Виктору удаётся записать свадебные песни драконов, а Адальберту дарят портфель, о котором он мечтал и где и находились, как оказалось, потерянные штаны дракона. Гигантская статуя дракона во время исполнения песни извергает волшебный разноцветный дождь, который снова превращает страну сусликов в цветущий край. Полная впечатлений, Роози засыпает на руках у Лотте.

## Роли озвучивали
- Эвелин Выйгемаст — Лотте
- Хельми Тулев — Роози
- Майт Мальмстен — Карл
- Элина Рейнолд — Виктор
- Сепо Сеэман — Альдаберт

## Награды
- 2019 — Мюнхенский кинофестиваль — Приз зрительских симпатий Kinderfilmfest[7]